# یواس‌اس سایدز (اف‌اف‌جی-۱۴)
یواس‌اس سایدز (اف‌اف‌جی-۱۴) (به انگلیسی: USS Sides (FFG-14)) یک کشتی بود که طول آن ۴۵۳ فوت (۱۳۸ متر), در کل بود. این کشتی در سال ۱۹۷۹ ساخته شد.